# 桃山ビート・トライブ
『桃山ビート・トライブ』（ももやまビート・トライブ）は、天野純希の時代小説。第20回小説すばる新人賞（集英社主催）受賞作。
2017年、2019年に舞台化された。

## あらすじ
為政者が次々と入れ替わる安土桃山時代。偶然三味線を手に入れた悪童の藤次郎、笛役者になるため家を飛び出した小平太、太鼓叩きを趣味とする元奴隷の弥介、天性の踊り子ちほの4人が、型破りな演奏で、権力や身分によって押さえつけられた世の人々を惹きつけていく戦国ストーリー。

## 舞台

### 公演リスト
『桃山ビート・トライブ』
「もっと歴史を深く知りたくなるシリーズ」の一環として2017年11月23日から12月3日までEX THEATER ROPPONGIにて上演。
『桃山ビート・トライブ〜再び、傾かん〜』
2019年6月14日から16日まで京都劇場、6月21日から7月1日までEX THEATER ROPPONGIにて上演。
2017年に上演された舞台「桃山ビート・トライブ」の再演となる。小平太役が目黒蓮から原嘉孝に変更となった他、キャスト変更が加えられた。

### スタッフ
- 原作 - 天野純希「桃山ビート・トライブ」（集英社文庫刊）
- 脚本 - 金沢知樹
- 演出 - 大関真

### キャスト
桃山ビート・トライブ
- 藤次郎 - 山本亮太（宇宙Six）
- 小平太 - 目黒蓮（宇宙Six）
- ちほ - Elina
- 弥助 - 副島淳
- 豊臣秀次 - 山本匠馬
- おみつ - 新垣里沙
- 田中与兵衛 - 石井智也
- 呂宋助左衛門 - 寿里
- 暮松新九郎 - 井深克彦
- 吉岡主膳 - 武智健二
- 出雲のお国 - 星野真里
- 平信 - 冨岡健翔（MADE）
- 成太 - 奥谷知弘
- 林又一郎 - 北代高士
- 石田三成 - 佐野瑞樹
- 豊臣秀吉/三次 - 山崎樹範

桃山ビート・トライブ〜再び、傾かん〜
- 藤次郎 - 山本亮太（宇宙Six）
- 小平太 - 原嘉孝（宇宙Six）
- ちほ - Elina
- 弥助 - 副島淳
- 平信 - 冨岡健翔（MADE）
- 成太 - 奥谷知弘
- 呂宋助左衛門 - 寿里
- おみつ - 久下恵美
- 豊臣秀吉/三次 - 本間剛
- 吉岡主膳 - 武智健二
- 田中与兵衛 - 石井智也
- 豊臣秀次 - 八神蓮
- 石田三成 - 佐野瑞樹
- 出雲のお国 - 星野真里
- 林又一郎 - 山崎樹範